# Antonio Gelabert
Antonio Gelabert Amengual (Santa Maria del Camí, 7 settembre 1921 – Palma di Maiorca, 13 dicembre 1956) è stato un ciclista su strada spagnolo.
Professionista tra il 1946 ed il 1956, conta la vittoria di tre tappe alla Vuelta a España, di una Volta a Catalunya e di due campionati spagnoli.

## Carriera
Corse per la Dalton Auto, la V.C. Sport Balear, l'Iberia, la Fiorelli, la Paloma-Duralca, la Terrot, la Minaco, la Canals & Nubiola, la Métropole, la Splendid, la Peña Solera, la Feru, la Ignis, la R.C.D. Español e la Faema. Nel 1950 vinse il campionato spagnolo, due tappe alla Vuelta a España e due tappe e la classifica generale della Vuelta a Catalunya. Nel 1952 vinse il campionato nazionale in salita e una tappa alla Volta a Catalunya. Nel 1953 vinse la Vuelta a Asturias, nel 1954 una tappa alla Vuelta a Levante, nel 1955 una tappa alla Vuelta a España e il campionato nazionale. Morì in un incidente stradale sul Coll de Sóller seguendo una corsa ciclistica.

## Palmarès
- 1947

1ª tappa Volta a Catalunya
- 1949

Trofeo Jaumendreu
- 1950

Campionati spagnoli, Prova in linea
5ª tappa Vuelta a España (Santander > Bilbao)
18ª tappa Vuelta a España (Malaga > Cadice)
1ª tappa Volta a Catalunya
7ª tappa Volta a Catalunya
Classifica generale Volta a Catalunya
- 1952

Campionati spagnoli di montagna
Vuelta a los Puertos
8ª tappa Volta a Catalunya
Volta a Mallorca
5ª tappa Vuelta a Castilla
Classifica generale Vuelta a Castilla
Circuito de Pascuas (Pamplona)
- 1953

3ª tappa Vuelta a Asturias
Classifica generale Vuelta a Asturias
- 1954

6ª tappa Vuelta a Levante (Valencia > Valencia)
- 1955

1ª tappa Euskal Bizikleta (Eibar > Eibar)
3ª tappa Vuelta a España (Bayonne > Pamplona)
Campionati spagnoli, Prova in linea
- 1956

Classifica generale Vuelta a los Pirineos

## Piazzamenti

### Grandi Giri
- Giro d'Italia

1955: 46º
- Tour de France

1952: 10º
1953: 48º
1955: ritirato (17ª tappa)
- Vuelta a España

1948: 17º
1950: 9º
1955: 20º